# Rosalind Moss
Pour les articles homonymes, voir Moss.
Rosalind Moss, née Rosalind Louisa Beaufort Moss le 21 septembre 1890 et mort le 22 avril 1990, est une anthropologue, archéologue, égyptologue et bibliographe anglaise, connue pour avoir rédigé, avec Bertha Porter, le Porter and Moss. 

## Biographie
Née à Shrewsbury dans le Shropshire en Angleterre, Rosalind Moss étudie à la Heathfield School. Elle entame ensuite des études d'anthropologie au St Anne's College de l'université d'Oxford. En 1914, elle participe à des fouilles archéologiques sur le site paléolithique de La Cotte avec Robert Ranulph Marett. Elle obtient son diplôme d'anthropologie en 1917 et un bachelor of Science en 1922 pour sa thèse The Life after Death in Oceania and the Malay Archipelago, publiée en 1925.
Elle entame des études d'égyptologie en 1917 en assistant aux cours de Francis Llewellyn Griffith, chargé de la rédaction du Topographical Bibliography of ancient Egyptian Hieroglyphic Texts, Reliefs, and Paintings. En 1924, elle rejoint Bertha Porter à la rédaction du Porter and Moss et travaille sur le volume relatif à la nécropole thébaine. Durant cette période, elle visite de nombreuses tombes royales en Égypte. Elle se consacre ensuite à la rédaction des volumes III et IV, couvrant la zone d'Assouan au delta du Nil. Elle travaille aussi sur le temple d'Horus à Edfou et sur le temple de Sobek et Haroëris. Le dernier volume du Porter and Moss, relatif à la Nubie, est publié en 1951.
Elle poursuit ses travaux sur l'Égypte au Griffith Institute jusqu'en 1970, année de son départ à la retraite.

## Prix et distinctions
En 1961, elle obtient un doctorat honoris causa en lettres de l'université d'Oxford. Elle devient Fellow de la Society of Antiquaries of London (Société des antiquaires de Londres) en 1949 et Honorary Fellow du St Anne's College de l'université d'Oxford en 1967.
Le cinquante-huitième numéro du Journal of Egyptian Archaeology lui est dédié.

## Publications
- The Life after Death in Oceania and the Malay Archipelago (1925)
- An Unpublished Rock-Tomb at Asyûṭ, Journal of Egyptian Archaeology (1933)
- Some Rubbings of Egyptian Monuments Made a Hundred Years Ago, Journal of Egyptian Archaeology (1941)
- An Egyptian Statuette in Malta, Journal of Egyptian Archaeology (1949)
- The Ancient Name of Serra (Sudan), Journal of Egyptian Archaeology (1950)